# Gmina Leisi
Gmina Leisi (est. Leisi vald) – gmina wiejska w Estonii, w prowincji Sarema.
W skład gminy wchodzą:
- 1 okręg miejski: Leisi
- 53 wsie: Angla, Aru, Aruste, Asuka, Hiievälja, Jõiste, Kaisa, Karja, Koiduvälja, Koikla, Kopli, Külma, Laugu, Liiva, Linnaka, Linnuse, Luulupe, Lõpi, Meiuste, Metsaääre, Metsküla, Moosi, Mujaste, Murika, Mätja, Nava, Nihatu, Nurme, Nõmme, Oitme, Paaste, Pamma, Pammana, Parasmetsa, Peederga, Poka, Purtsa, Pärsama, Pöitse, Ratla, Roobaka, Räägi, Selja, Soela, Tareste, Tiitsuotsa, Triigi, Tutku, Täätsi, Tõre, Veske, Viira, Õeste